# 広テレセレクション
広テレセレクション（ひろテレセレクション）は広島テレビ放送で月曜～木曜の15:50～16:49に放送されている時差放送番組並びに再放送枠である。
全曜日ハイビジョン放送を実施。月曜と火曜はステレオ放送を実施。

## 内容
- 主に広島県には無いテレビ東京系列の番組を放送したが、NNS系列で放送している人気番組やドラマの再放送もしていた。
- 3月は広島県議会の録画中継や、「公立高校入試解答ダイジェスト」を放送するため休止する場合があった。そのほかにも重大事件が発生したり、NNS系列製作の競艇中継をネットしたり、内閣人事決定日に「NNN Newsリアルタイム」が拡大した場合この枠を休止し、「テレビ宣言」を拡大して放送する場合もあった。
- また15:50から3分間は健康食品会社のインフォマーシャルと1分間番宣を実施していたため、実質的な放送時間の開始は15:54からであった。しかし番組自体の開始はCMを2分間放送するため15:56からであった。
- 2007年4月より15:50～16:19には広告収入を確保する目的でテレビショッピングが、16:19～16:48には『YOUナビ』がスタートした為、この枠が廃止された。テレビ東京系の2番組については土曜日の9:30～10:25に『いい旅・夢気分』が、12:00～12:55に『奥さまは外国人』が移動した。NNS系再放送番組については日曜11:40～12:35に『行列のできる法律相談所』が移動した。『世界一受けたい授業』と『光とともに…』は3月で終了した。
- 2008年10月から『情報ライブ ミヤネ屋』が13:55～15:50に短縮したため、1年半振りにこの枠が復活した。

## 放送番組一覧
（2011年2月現在）
| 放送日 | 番組名                                 | 番組制作局 | 備考     |
| ------ | -------------------------------------- | ---------- | -------- |
| 月曜日 | 和風総本家                             | テレビ大阪 | 時差放送 |
| 火曜日 | だいすけ君が行く!!ポチたま新ペットの旅 | BSジャパン | 時差放送 |
| 水曜日 | 行列のできる法律相談所                 | 日本テレビ | 再放送   |
| 木曜日 | ダウンタウンDX                         | 読売テレビ | 再放送   |